# Piano di Sorrento
Piano di Sorrento (Caruotto in napoletano) è un comune italiano di 12 175 abitanti della città metropolitana di Napoli in Campania.

## Geografia fisica

### Territorio
Piano di Sorrento, dominata dai 642 metri del Monte Vico Alvano, occupa la parte centrale della penisola sorrentina sulla costiera amalfitana, confinando con i Comuni di Meta, Vico Equense e Sant'Agnello; a Nord la costa, costituita da alte falesie di tufo guarda il Golfo di Napoli.

### Clima
Il clima è mediterraneo, con miti inverni dalle piogge mai abbondanti e calde estati che possono diventare anche afose per l'alto tasso di umidità.
La presenza di clima soleggiato per almeno 250 giorni l'anno rende questa terra meta privilegiata di turisti non solo nei periodi di alta stagione, ma anche nei mesi primaverili ed autunnali.

### Ambiente
La vegetazione naturale di Piano è la macchia mediterranea; castagni si trovano alla Selva di Santa Caterina, accessibile da Casa Nocillo (via Lavinola), mentre boschetti cedui misti a faggi e querce si trovano sia sul Monte Vico Alvano (643 metri), oasi di protezione naturale, sia, sulla costa sud, in località Scaricatoio, di fronte a Li Galli.
Diverse sono le sorgenti d'acqua: Casa d'Ardia, Bassa Pezzella, Lamma, S. Massimo, Cassano. I torrenti che attraversano il piano e che scavano caratteristiche forre nel suolo tufaceo ('valloni'), sono tre: il Rivo Meta o Lavinola, che nasce dalle sorgenti Lamma e S. Massimo, con il suo corso costituisce il confine naturale fra i comuni di Piano e Meta e sfocia alla Marina del Purgatorio a Meta; il Rivo S. Giuseppe o Cassano, che segna il confine fra i comuni di Piano e Sant'Agnello (in Piazza della Repubblica il suo letto è coperto) e sfocia alla Marina di Cassano; il torrente Scaricatore nasce dal Monte Vico Alvano e sfocia sulla costa sud, fra i Colli di San Pietro e Positano.

### Geologia
Lo zoccolo tufaceo che guarda a Nord, verso Napoli e il suo golfo e sul quale è costruita la città di Piano costituisce l'elemento geologico caratteristico della penisola, perlomeno nel suo versante centro-settentrionale. Una puntata sull'altro mare, la costa sud del comune, sul golfo di Salerno, ci rende più chiara la particolarità morfologica della penisola. In questa zona si trovano, infatti, le rocce più antiche che vanno a costituire i Monti Lattari.
Una enorme eruzione esplosiva del progenitore dei vulcani flegrei, l'Archeoflegreo, causò il depositarsi di materiale sulle rocce calcaree preesistenti sul versante nord. È da questo materiale che origina il tufo sorrentino con le sue alte falesie e le profonde forre scavate dalle acque reflue. Un materiale poroso e leggero adatto alle costruzioni (le case del Piano costruite prima del XX secolo sono tutte di tufo) che è certamente una delle caratteristiche della penisola e del Piano in particolare.

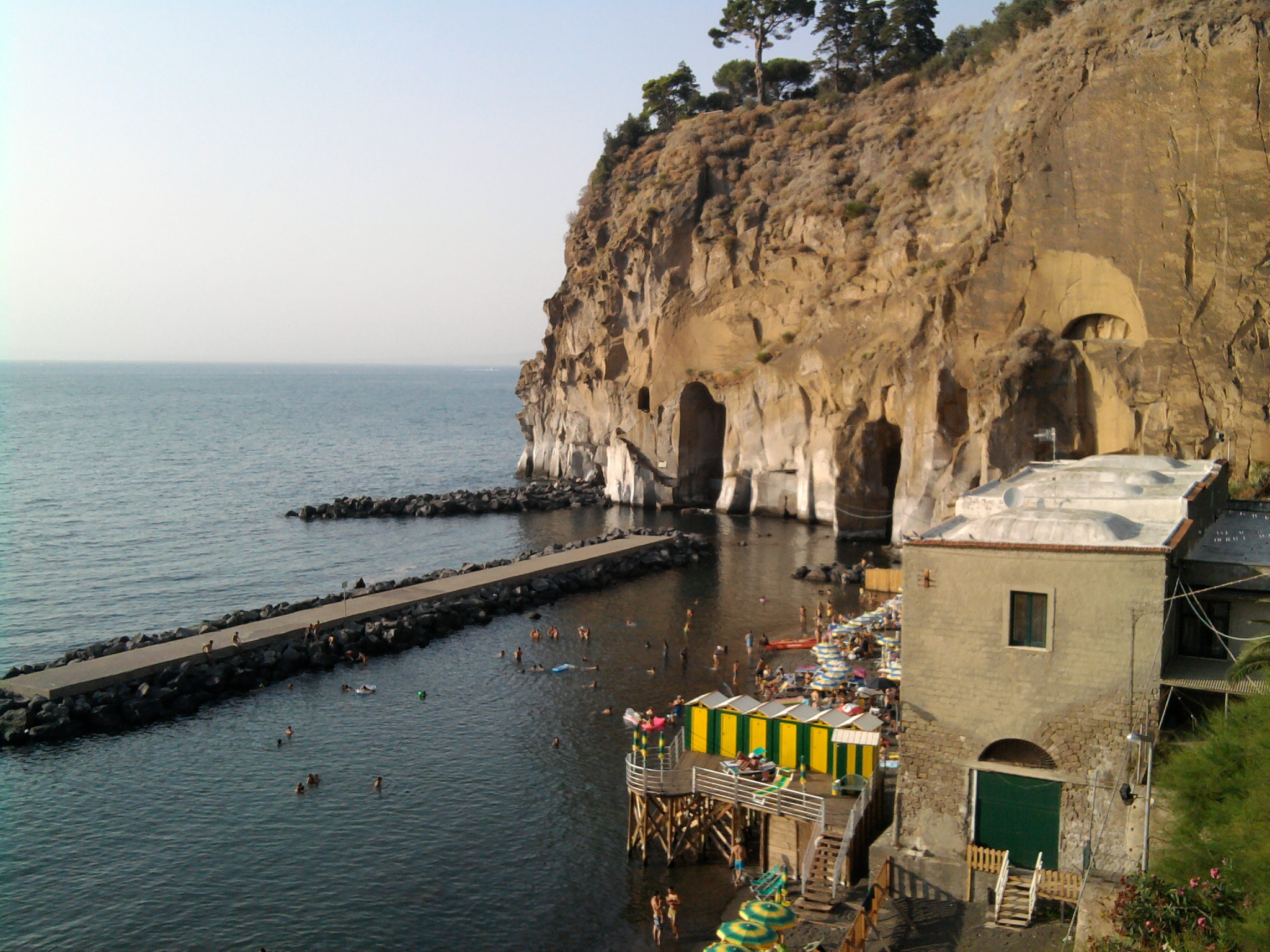
Scorcio della spiaggia di Piano

## Origini del nome
Il Piano, l'antica Planities romana, viene dai propri cittadini per lo più indicato con i due toponimi di Carotto e Cassano: incerte etimologie che secondo i più rinvierebbero agli effetti di un antico terremoto che avrebbe danneggiato una zona (cà rotto) e preservato un'altra (cà sano). Cassano - cassanesi i suoi abitanti, in contrapposizione a carottesi - è il nome della Marina: piccolo borgo di pescatori, giù, al fondo di ripidi tornanti sul margine dell'alta falesia di tufo sorrentino.

## Storia
L'uomo è presente in questo territorio fin dalla preistoria: tre grotte: La Porta, Mezzogiorno ed Erica, scoperte negli anni cinquanta e sessanta nella zona collinare del comune sono ancora lì a testimoniare questo ancestrale connubio. In esse furono ritrovati elementi risalenti al Paleolitico Superiore ed al Mesolitico. Ma di gran lunga più importante è il rinvenimento dei resti di un villaggio e di una necropoli nei pressi della sorgente S. Massimo: le genti del Gaudo si insediarono qui nel II millennio a.C.
A partire dal VII secolo a.C. giunsero prima i Greci e poi i Sanniti. Infine, come il resto della penisola sorrentina, anche la Planities romana fece parte del municipio di Sorrento. La storia di Piano è, da quel momento, indistinguibile da quella di Sorrento, e caratterizzata, se si vuole, da ripetuto, ostinato anelito di rivolta nei confronti della sudditanza sorrentina; e tuttavia, a ben vedere, anche d'amore verso il più famoso capoluogo.
Una prima insurrezione è da segnalare nel 1218: il Gran Giustiziere Enrico de Morra ebbe il compito da Federico II di Svevia di ascoltare le lamentele di alcuni rappresentanti del Piano. Risale al 1308 una prima richiesta formale dei cittadini del Piano di staccarsi da Sorrento; la risposta non fu positiva. Nel 1491 il Piano (che all'epoca comprendeva anche Meta e Sant'Agnello), con i Capitoli di re Ferrante d'Aragona, ottenne un sindaco e quattro eletti fra i rappresentanti dell'Universitas di Sorrento. Nel 1542, all'epoca del viceré don Pedro di Toledo, gli eletti passarono a cinque, ma soprattutto ottenne 24 consiglieri che ebbero potestà di riunirsi autonomamente come Universitas del Piano presso la chiesa di San Michele.
L'astio con Sorrento era però fortissimo proprio a causa della sempre agognata e mai raggiunta indipendenza. Particolarmente degna di nota, a tal proposito, è la ribellione del 1648, "appendice" della rivolta napoletana del 1647 ad opera di Masaniello. La terribile repressione spagnola piegò i ribelli che chiesero aiuto alla Francia; il Duca di Guisa, Enrico II Lorena capitanò una spedizione di 30 navi contro gli spagnoli. Ad un avventuriero genovese, Giovanni Grillo, fu affidato il compito di prendere Sorrento: egli fomentò il popolo del Piano e di Massa e strinse d'assedio Sorrento. La rivolta, cominciata verso la fine di gennaio del 1648, si concluse agli inizi di aprile senza espugnare la città. Anzi gli spagnoli soffocarono nel sangue la rivolta.
Questa lunga ricerca di autonomia e di libertà si concluse l'8 gennaio 1808, quando con decreto n. 71 di Giuseppe Bonaparte Piano fu proclamato Comune autonomo. Nel 1819 ottenne la separazione Meta e nel 1865 Sant'Agnello. Il 29 gennaio 1864 Piano aveva assunto il nome di Piano di Sorrento. Durante il fascismo il Comune di Sorrento riunificò sotto di sé anche i Comuni di Piano, di Meta e di Sant'Agnello. Nel 1946, infine, i comuni riottennero di nuovo la separazione, con il ripristino dei confini originari.

### Simboli
Lo stemma e il gonfalone di Piano di Sorrento sono stati concessi da Giuseppe Napoleone, re di Napoli e di Sicilia, con decreto n. 71 del 9 gennaio 1808. 
Lo scudo è incorniciato da due cornucopie rovesciate che si incrociano nella punta; da esse fuoriescono fiori e frutti come augurio di prosperità, fertilità e felicità pubblica. Lo stemma riproduce i simboli delle attività agricole, commerciali, marittime e culturali che contraddistinguono il paese. 
La parte in alto è occupata dal cielo con la stella polare, al centro una veduta del golfo di Napoli da Punta Scutari fino al Vesuvio con un pennacchio di fumo (l'antico confine del "Piano" nel 1808 andava da Scutari alla Marinella); sul mare naviga una feluca, simbolo della marineria che ha avuto un ruolo importante nella vita del Comune.
Il gonfalone è un drappo di azzurro.

## Monumenti e luoghi d'interesse

### Architetture religiose
- Basilica di San Michele Arcangelo. Ha pianta quadrata e tre ordini, l'ultimo a cella campanaria con monofore.
Facciata: al termine di una scala in pietra, semicolonne, lesene e trabeazioni restituiscono la facciata barocca; sopra il portale cinquecentesco un affresco raffigurante San Michele che scaccia Satana. Le porte in bronzo all'ingresso centrale ed ai due ingressi laterali, del XX secolo, consistono in bassorilievi bronzei del maestro Alessandro Romano con raffigurazione di Arcangeli, e della Trinità. Il primitivo campanile risale al XVI secolo, danneggiato nel terremoto del 1688; l'attuale fu ricostruito nel corso dei lavori completati nel 1726.
Interno: a tre navate con pianta a croce latina; nella navata centrale soffitto ligneo dorato a cassettoni del XVIII secolo, con inserite sette tele, alcune di Francesco Solimena, altre di Paolo de Matteis. Il soffitto culmina con la finta cupola, opera di Francesco Saraceni (1729). Il presbiterio è delimitato da una pregevole balaustra in marmi policromi, opera settecentesca di Giambattista Antonini, su cui poggiano quattro angeli in marmo, attribuiti alla scuola di Gian Lorenzo Bernini. L'altare maggiore è decorato con intarsi marmorei e madreperla.
- Chiesa della Santissima Trinità
Facciata: negli anni 1955-57 è stata rivestita completamente di travertino ed è dominata dal mosaico della Santissima Trinità. Torre campanaria quadrata nel cui secondo ordine è posto l'orologio, del 1765. Sul lato destro della chiesa vi è un lavamani di marmo bianco degli inizi del Cinquecento. A sinistra un enorme mosaico, piuttosto rovinato, del SS. Rosario (1966).
Interno: a tre navate con pianta a croce latina. Alle spalle dell'altare, ornato da tela della SS. Trinità, opera di Giuseppe Mancinelli del 1871, coro ligneo; nella navata centrale il pulpito con baldacchino in marmo policromo, proveniente dalla chiesa napoletana di San Francesco di Paola. Il soffitto allinea quattro quadri entro cornici di legno del Settecento della scuola di Paolo De Matteis. La cantoria dell'organo è in legno e stucco in oro zecchino, di fattura barocca napoletana del Seicento.
- Chiesa di Santa Maria di Galatea
Facciata: è barocca a stucco bianco su fondo giallo con gli stemmi di papa Leone XIII, del cardinale Borromeo e dell'arcivescovo di Sorrento Leopoldo Ruggiero. In alto sulla facciata vi è l'icona della vergine Assunta risalente al 1888 con la scritta Assunta est Maria. Il campanile fu costruito fra il 1732 e il 1741.
Interno: è a croce latina e diviso in tre navate, con pilastri decorati da finissime croci eseguite in Svizzera da un monaco Girolamino e poi acquistate dalla chiesa di Galatea. Il soffitto a vassettoni fu realizzato nel 1672 dall'artista di Castellammare Felice Marrone, con tre dipinti del pittore Andrea Malinconico raffiguranti l'Annunciazione, il Presepe, e l'Assunzione. L'altare maggiore in marmi policromi è di scuola fiorentina; su di esso, in una nicchia marmorea, venne collocata l'immagine di S. Maria di Galatea, con tipici caratteri bizantini. L'originale, rubato, è stato rifatto nel XX secolo dallo scultore romano Dagoberto Tonelli.
- Chiesa di San Giuseppe e di Santa Teresa - È la chiesa del convento dei Carmelitani.
Facciata: posta alla fine di una pittoresca scalinata che parte da corso Italia, è in stile neoclassico con reminiscenze barocche, in special modo nelle decorazioni delle quattro nicchie ai lati del portale.
Interno: nella navata centrale bel pulpito marmoreo con baldacchino; altare maggiore con balaustra, decorato con marmi policromi, al di là del quale si trova la sala del coro con sedili in legno del 1936. Nelle navate laterali da notare alcune pregevoli opere d'arte come la bella statua lignea della Madonna del Carmine, una grande tela di Romualdo Formosa, San Giovanni della Croce, una scultura in gesso che riproduce il Bambino di Praga.
- Chiesa di Madonna di Rosella
Facciata: semplice e barocca con campanile a sinistra su tre ordini, munito di monofore e abside a tetto.
Interno: navata unica, elegante cantoria laccata ed organo monumentale. L'altare maggiore è realizzato in marmo policromo, ornato da balaustra marmorea sormontato da una tela del XVI secolo attribuita ad Andrea da Salerno e raffigurante la Madonna delle Grazie; da notare anche il confessionale con pulpito ligneo.
- Chiesa della Misericordia - È la chiesa del convento.delle suore Agostiniane.
Facciata: vistosa facciata barocca con copertura a cupola e bel portale di piperno.
Interno: a pianta ottagonale ad angoli smussati con abside.e due cappelle laterali. Altare policromo di marmo con dipinto della metà del ‘700 raffigurante la Madonna della Consolazione con Bambino tra santa Monica e sant'Agostino dell'artista di Castellammare Giuseppe Bonito, allievo del Solimena. Alle pareti le caratteristiche grate bianche, attraverso le quali le suore di clausura seguivano i riti. Cinque coretti, posti al di sopra degli arconi interni costituiscono una elegante nota chiaroscurale. Il pavimento è composto da piastrelle di cotto intercalate da altre in maiolica con disegni di volute e fiori e lo stemma agostiniano, realizzato da Giuseppe Massa nel 1759.
- Chiesa della Santissima Annunziata
Interno: più volte rifatto, con l'altare decorato in marmo, sormontato dall'immagine affrescata della SS. Annunziata. Due belle acquasantiere lungo la navata, pavimentata a piastrelle esagonali imitanti il marmo.

### Architetture civili
- Castello Colonna - Costruito nel 1872 dal conte Eduardo Colonna Doria Del Carretto, del Paliano sulle rovine dell'antica abbazia di San Pietro a Cermenna, questo palazzo in forma di castello medievale ospita oggi mini appartamenti privati, un ristorante e uno stabilimento balneare.
Esterno: Un grande arco con una balconata costituisce l'ingresso del complesso; di lì si passa all'atrio, con volta a crociera e scala ad elica. Torri, mura merlate, monofore, stemmi, tutto ha il sapore medievale e falso un po' di cartapesta di una ricostruzione hollywooddiana.
- Villa Fondi de Sangro - Costruita nel 1840 dal Principe di Fondi don Giovanni Andrea de Sangro, con ampio parco a picco sul mare. Distrutta dal terremoto del 1980 è diventata di proprietà comunale e ricostruita quale struttura polifunzionale. - Esterno: In stile neoclassico su due piani e pianta rettangolare.
Interno: Ospita il museo archeologico territoriale della penisola sorrentina Georges Vallet.
Parco: È un tipico giardino della metà dell'Ottocento, in parte giardino "informale", in parte giardino di "acclimatazione". All'inizio dei lavori di restauro fu effettuata una ricerca sulle essenze arboree del giardino: ne risultarono ben duecentocinquanta: circa cento le piante di olivo, varie specie di palme, molte cactacee, totale assenza di agrumi così tipici, invece, di questa zona.
- Villa Lauro - Costruita sul finire del XVIII secolo da Antonino Lauro.
Esterno: È considerata una delle migliori espressioni di architettura neoclassica della Campania. Presenta un piccolo giardino, chiuso da una cancellata, davanti ad un porticato a colonne doriche; due leoni in gesso sono posti ai lati dell'ampia scala in pietra. Nel 1838 fu costruita anche la cappella, intitolata alla Vergine Addolorata.
Interno: Oggi è sede di una società di navigazione.
- Palazzo Mastellone - Risale al 1612 la ristrutturazione di questo edificio ad opera di don Giuseppe Antonio Mastellone in via Gottola; è detto "palazzo del Vescovo" perché il suo fondatore divenne vescovo di Sant'Angelo dei Lombardi.
Esterno: Da notare il portale in piperno con lo stemma dei Mastellone (due leoni rampanti, attanaglianti al centro un serpente avvolto ad un'asta).
Interno: Da notare il pozzo in piperno e una vecchia scala in pietra. Sotto il cortile potrebbero esserci grotte o un antico passaggio fino alla Basilica di San Michele.
- Villa Maresca Sopramare - Costruita nel XVIII secolo dalla famiglia Maresca di Serracapriola.
Esterno: A piano terra cappella gentilizia con due lapidi: la prima ricorda il duca Antonino Maresca Donnorso di Serracapriola (1750-1822), ministro plenipotenziario del Regno delle due Sicilie, inviato straordinario al Congresso di Vienna; l'altra, invece, Nicola Maresca di Serracapriola, figlio del precedente, primo ministro del Regno delle due Sicilie.

## Società

### Evoluzione demografica
Abitanti censiti

## Geografia antropica

### Frazioni e località
- Marina di Cassano (per il toponimo Cassano vedi quanto detto in precedenza). Borgo di pescatori cui si accede percorrendo caratteristiche rampe. Oltre alle case dei pescatori e alla cappella di S. Maria delle Grazie, in parte scavata nel tufo, da registrare alcuni stabilimenti balneari e alcuni ristoranti.
- Mortora (toponimo incerto: deriverebbe dal greco mocthoros, montagna che affatica; oppure dal latino multi illuc, molti che si trovano lì, in riferimento ai molti che qui si trasferirono dopo la realizzazione dell'antico acquedotto del Formiello). Nella zona situata a mezza collina si trova questa frazione, negli ultimi decenni oggetto di forte immigrazione per la costruzione di numerosi parchi e zone residenziali. Al centro la chiesa parrocchiale dell'Assunta domina il paesaggio. La zona immediatamente attigua alla chiesa, molto antica, rappresenta uno dei più caratteristici angoli del paese, con alcuni dei più bei casali del XVII secolo.
- Trinità (dal nome della chiesa parrocchiale della SS. Trinità). Nella zona alta del paese, alla fine della lunga e rettilinea salita di via Cavone, si è sviluppata intorno alla chiesa parrocchiale. Si trovano qui le più interessanti vestigia preistoriche di cui si è detto in precedenza.
- Colli di San Pietro (dall'antica abbazia di S. Pietro a Cermenna) Nella zona alta, con stupendi panorami sui due golfi, era il luogo dove sorgeva, probabilmente sul sito dell'attuale castello Colonna, l'abbazia benedettina di S. Pietro, forse fondata nel 1100, ma citata per la prima volta in un documento del 1224. Era ancora fiorente a metà del XVI secolo, infatti apparve in una bolla di Pio V del 1549 dove risultò De Angrisano come titolare del beneficio ecclesiastico dell'abbazia che, successivamente, nel 1720 fu data in commenda dal papa Innocenzo XIII all'arcivescovo di Sorrento Filippo Anastasio. Nel 1791 ne entrò in possesso la Corona Reale e da allora cadde in uno stato di abbandono; ma poi venne abolita, ridotta a commenda e distrutta. Sulle sue rovine il conte Eduardo Colonna Doria del Carretto di Paliano fece costruire il Castello Colonna a partire dal 1850 al 1872, anno in cui si conclusero i lavori. La sua struttura ricordava quella delle residenze medievali che era costituita da un corpo centrale fiancheggiato da due corpi bassi, uno a sud e uno a nord. Il castello è caratterizzato da una cinta muraria merlata e da un'arcata all'ingresso che permette l'accesso all'androne arricchito da archi decorati da quadrifogli in stucco colorato. Oggi il castello è il simbolo architettonico del territorio carottese, è un richiamo turistico, dispone infatti di mini appartamenti e di un ristorante che ospita eventi.[11] Ancor oggi, per indicare questo luogo in lingua napoletana si usa la locuzione 'ngoppa a l'abbazia. Colli di San Pietro erano un tempo Conti di Geremenna, termine che oggi viene ancora usato per indicare via Cermenna che, partendo dal Castello Colonna, collega il paese a Trinità. Secondo lo studioso Onofrio Gargiulli, letterato vissuto tra la seconda metà del 1700 e gli inizi del 1800, il nome Cermenna deriva dal greco Krèmnumai e Krèmmena che significa "monte precipitoso". Via Cermenna ha un grande valore storico testimoniato non solo dal fatto che già in epoca remota gli uomini per raggiungere la parte pianeggiante partivano dallo Scaricatore, piccola spiaggia, passavano per Colli di San Pietro e da lì prendevano tale strada, ma anche dalla presenza della chiesa di Santa Maria di Cerignano e della Torre di Guardia. La chiesa è molto antica, si accede per una scalinata, ha una facciata semplice e un campanile che risale al Settecento, sull'altare oggi c'è una piccola statua della Madonna fatta di cartapesta. Questo luogo di culto apparteneva inizialmente ai Guardati di Sorrento, poi nel 1808 alla famiglia Aiello Di Trinità che la donò al rione. Sotto alla cappella c'è un ipogeo e delle celle funerarie che riportano ad un'origine greco-romana del tempio. Per alcuni studiosi il tempio era dedicato al culto della ninfa Carmenta, assonante con Cermenna, divinità delle sorgenti che viveva nel bosco di cerri da cui Quercus Cerri a Cerignano il passo è breve. La Torre di Guardia fu innalzata come sbarramento contro i Turchi, oggi è una casa colonica. È caratterizzato da un terrazzo che fungeva sia da deposito delle armi per la difesa che da luogo di comunicazione con le altre torri di avvistamento attraverso il fuoco e il fumo.[12]
- S. Liborio (da San Gregorio, in dialetto Santo Reguore, malamente italianizzato in San Liguoro, in dialetto Santo Luore, italianizzato in San Liborio). Andando da Mortora verso i Colli si attraversa questo borgo medievale, costituito da antiche case raggruppate intorno alla piccola cappella di S. Maria delle Grazie.
- Legittimo (antica Litemo di etimologia incerta). Da segnalare qui la merlata Torre di Legittimo, elegantissima, che orna il vecchio palazzo del XVII secolo appartenuto al Barone Sangiovanni.

## Cultura
- L'Istituto Tecnico Nautico "Nino Bixio" è un'istituzione, per Piano: nato ufficialmente nel 1863, riunendo le precedenti e vetuste scuole nautiche del piano, occupa fin dalla fondazione il sito del Convento dei frati Carmelitani di S. Teresa, di cui è tuttora visibile il chiostro. Per secoli ha preparato e tuttora cura la formazione di ufficiali di marina mercantile, nell'alveo di un'antichissima tradizione.In questa scuola si sono diplomati armatori noti in tutto il mondo come Achille Lauro e Gianluigi Aponte.
- Il Museo archeologico territoriale della penisola sorrentina Georges Vallet, inaugurato il 17 luglio 1999, con l'intento di raccogliere i reperti archeologici ritrovati nella penisola sorrentina, fino a quel momento divisi tra vari musei, è ospitato nelle sale della ricostruita Villa Fondi. In particolare si noti che nel Parco della Villa è stato trasportato e riscostruita la decorazione a mosaico di una delle nicchie absidate del ninfeo scoperto nel 1980 alla Marina della Lobra (Massa Lubrense).
- La biblioteca comunale, ospitata in una moderna struttura in via delle Rose, è ormai da decenni un punto di riferimento per i giovani della penisola, non solo per i libri in essa conservati, ma anche per l'attività culturale che in essa si svolge. Possiede circa 9 000 volumi e 33 000 periodici. Esistono tre fondi comprensivi di circa 1000 libri antichi ottenuti per donazione della collezione Francesco De Angelis.

## Economia
L'economia di Piano fino al XIX secolo era basata essenzialmente sulla pesca, sull'agricoltura e la cantieristica navale. Proprio le prime due attività erano di ostacolo all'agognata indipendenza da Sorrento, che sull'attività del Piano viveva e prosperava. È nel XX secolo che a Piano si verifica la profonda mutazione socio-economica che porterà - stante la progressiva crisi dell'agricoltura e della cantieristica - all'emergere del ruolo sempre più preponderante del commercio e del turismo.
Nel corso del Novecento a Piano arriverà la corrente elettrica, l'acqua nelle case, il collegamento con Castellammare, prima col tram, poi col treno.

### Agricoltura
Le principali colture di Piano sono costituite da agrumi (aranci e limoni), noci, olive, pomodori. Gli agrumi più diffusi nel Piano sono sempre stati gli aranci, ma negli ultimi anni la coltivazione dei limoni ha strappato il primato, anche in considerazione del riconoscimento IGP al limone di Sorrento, che si coltiva in tutta la penisola. Gli agrumi vengono coltivati classicamente sotto copertura delle classiche pagliarelle – tappeti di cannucce di paglia su di un telaio di castagno – che protegge le piante dall'illuminazione diretta, rallentandone le funzioni vitali e quindi rinforzando l'aroma particolare di questi agrumi.
La noce di Sorrento, che si coltiva e si commercia a Piano da tempo immemore, può essere di due tipi: uno con guscio allungato e a punta, l'altro più minuto e rotondo.
Anche l'olio della Penisola ha ricevuto il marchio DOP: la raccolta delle olive, fatta a mano deve avvenire entro il 31 dicembre e la molatura deve avvenire con modalità che preservino le caratteristiche del prodotto.
Il pomodoro sorrentino, che si coltiva sui Colli di Piano e di Sant'Agnello è un pomodoro da mensa rotondeggiante e costoluto, di colore rosso con sfumature verdi alla raccolta, dal sapore dolce e delicato.

### Cantieristica e marineria
Nel 1734, con l'avvento dei Borboni, fu costruito un enorme cantiere navale presso la marina di Cassano. E, a conferma di una secolare attività marinara, furono ufficialmente istituite alcune scuole nautiche, in seguito l'Istituto Tecnico Nautico, ma nel Piano di fatto la scuola nautica era esistente da secoli. Quella di Piano e Meta fu la prima vera marina mercantile dell'intero Regno di Napoli. Nel XIX secolo l'attività marinara si sviluppò in modo esponenziale e diversi furono gli armatori che si succedettero in quegli anni: Ciampa, Cacace, Starace, De Martino, Maresca e Lauro.

### Commercio
Anche la vocazione commerciale del Piano ha le sue radici in un lontano passato, anche se è ancora nel XIX secolo che essa prende vigore e prospera. Ad incrementare i traffici commerciali contribuirono alcuni eventi decisivi: lo sviluppo delle comunicazioni (nel 1840 terminarono i lavori della via sorrentina che collegava l'intera costiera; l'inaugurazione della linea tranviaria e, in seguito, ferroviaria tra Sorrento e Castellammare), la nascita dell'industria (a fine Ottocento furono censiti circa sessanta filatoi per la lavorazione di lana e seta e produzione di guanti, calze e paramenti ecclesiastici), l'istituzione di mercati (il sindaco Domenico Cota fece dono al Comune di un suo terreno in posizione centrale perché diventi un mercato di importanza almeno provinciale; oggi su quel terreno sorge la piazza maggiore della cittadina, dedicata a quel generoso sindaco).

## Infrastrutture e trasporti

### Strade
La principale arteria di comunicazione con Piano è la Strada statale 145 Sorrentina.
Nel 1901 vennero lastricati il corso Regina Elena (poi corso Italia) e piazza Cota, con apertura della via Beneficio. Fu inoltre realizzata la via Gennaro Maresca per il collegamento del centro cittadino con le frazioni collinari.

### Ferrovie
La fermata di Piano di Sorrento sorge lungo la ferrovia Torre Annunziata-Sorrento, facente parte della rete Circumvesuviana gestita dall'Ente Autonomo Volturno.
Precedentemente alla costruzione di tale ferrovia, fra il 1906 e il 1946 la località era servita da una fermata della tranvia Castellammare di Stabia-Sorrento.

## Amministrazione
| Periodo    | Periodo    | Primo cittadino     | Partito      | Carica  | Note |
| ---------- | ---------- | ------------------- | ------------ | ------- | ---- |
| 04-10-2021 | In carica  | Salvatore Cappiello | Lista civica | Sindaco |      |
| 05-06-2016 | 04-10-2021 | Vincenzo Iaccarino  | Lista civica | Sindaco |      |
| 16-05-2011 | 05-06-2016 | Giovanni Ruggiero   | Lista civica | Sindaco |      |
| 29-05-2006 | 16-05-2011 | Giovanni Ruggiero   | Lista civica | Sindaco |      |
| 13-05-2001 | 29-05-2006 | Luigi Iaccarino     | Lista civica | Sindaco |      |
| 27-04-1997 | 13-05-2001 | Giuseppe Russo      | Lista civica | Sindaco |      |
| 6-06-1993  | 27-04-1997 | Vincenzo Nastro     | Lista civica | Sindaco |      |

### Gemellaggi
- Schwarzheide
- Cáceres

### Onorificenze
Nell'ottobre 2008, in seguito al D.P.R. 16/10/2008, ha conseguito lo stato di Città.

### Altre informazioni amministrative
Le competenze in materia di difesa del suolo sono delegate dalla Campania all'Autorità di bacino regionale Destra Sele.